# Nusatidia javana
Nusatidia javana är en spindelart som först beskrevs av Simon 1897.  Nusatidia javana ingår i släktet Nusatidia och familjen säckspindlar. Inga underarter finns listade i Catalogue of Life.